# Dracea
Dracea é uma comuna romena localizada no distrito de Teleorman, na região de Muntênia. A comuna possui uma área de 42.18 km² e sua população era de 1869 habitantes segundo o censo de 2007.